# Station Houtem-Wulveringem
Station Houtem-Wulveringem, ook wel Elzentap genoemd, is een voormalig station en is gelegen tussen de plaatsen Houtem en Wulveringem in West-Vlaanderen. Van het station dat aan Spoorlijn 76 was gelegen en werd bereden door NMBS staat alleen nog het restant bij een rustplaats voor wandelaars en ruiters.